# Cosmoscarta elegantula
Cosmoscarta elegantula är en insektsart som beskrevs av Butler 1874. Cosmoscarta elegantula ingår i släktet Cosmoscarta och familjen spottstritar. Inga underarter finns listade i Catalogue of Life.